# Domezain-Berraute
Domezain-Berraute (baskisch Domintxaine-Berroeta) ist eine französische Gemeinde mit 468 Einwohnern (Stand 1. Januar 2022) im Département Pyrénées-Atlantiques in der Region Nouvelle-Aquitaine. Die Gemeinde gehört zum Arrondissement Bayonne und zum Kanton Pays de Bidache, Amikuze et Ostibarre (bis 2015: Kanton Saint-Palais).
Die Bewohner werden domintxaintar und berroetar genannt.

## Geographie
Domezain-Berraute liegt ca. 60 km südöstlich von Bayonne und unweit von Saint-Palais in der historischen Provinz Soule im französischen Teil des Baskenlands.
Umgeben wird der Ort von den Nachbargemeinden:
| Arbouet-Sussaute                   | Osserain-Rivareyte                          | Saint-Gladie-Arrive-Munein |
| Arbérats-Sillègue Béhasque-Lapiste | Kompassrose, die auf Nachbargemeinden zeigt | Etcharry                   |
| Larribar-Sorhapuru                 | Lohitzun-Oyhercq                            | Aroue-Ithorots-Olhaïby     |

Domezain-Berraute liegt im Einzugsgebiet des Adours. Ein Nebenfluss der Bidouze, der Chichan Erreka, strömt mit seinem Zufluss, dem Ruisseau Urchabaleta, durch das Gebiet der Gemeinde. Ebenso durchquert ein Nebenfluss des Saison, der Lauhirasse, zusammen mit seinem Zuflüssen Ruisseau Aitzaguerria, Thiankoenerreka und Ruisseau de Lassombières, die Gemeinde.

## Geschichte
Im Mittelalter, als die Grundherren von Domezain der Siedlung ihren Namen gaben, war die Gemeinde bis 1760 Hauptsitz eines Zusammenschlusses mit den Pfarrgemeinden von Osserain-Rivareyte, Lohitzun-Oyhercq und Aroue-Ithorots-Olhaïby.
Toponyme und Erwähnungen von Domezain waren:
- Domesan (1119),
- Domesang, Domezan, Domezayn Domesaing (1193, 13. Jahrhundert, 1384 bzw. 1385, Manuskriptsammlung von André Duchesne, Bände 110 und 114),
- Domezain (1258),
- Domesahn (1439, Notare von Labastide-Villefranche),
- Domezay und Domazanh (gegen 1460 bw. 1487, Verträge von Ohix, Notar von Soule),
- la degaerie de Domasanh (1520),
- Domeçayn (1621, nach Martin de Viscay) und
- Domesaing und Domezainh (1690).[3][4]

Auf der Karte von Cassini 1750 ist Domezain als Domenzain eingetragen.
Am 25. Juni 1842 haben sich die Gemeinden Domezain und Berraute zur heutigen Gemeinde Domezain-Berraute zusammengeschlossen.

### Einwohnerentwicklung
Nach einem Höchststand der Einwohnerzahl gegen Mitte des 19. Jahrhunderts mit 1085 Einwohnern reduzierte sich die Zahl bei kurzen Erholungsphasen bis zu den 90er Jahren des vorigen Jahrhunderts um insgesamt rund 60 % auf 452 Einwohner. Dieser insgesamt negative Trend setzte sich seitdem nicht mehr fort und die Zahl wuchs wieder auf über 500 Einwohner an.
| Jahr      | 1962 | 1968 | 1975 | 1982 | 1990 | 1999 | 2006 | 2009 | 2022 |
| --------- | ---- | ---- | ---- | ---- | ---- | ---- | ---- | ---- | ---- |
| Einwohner | 609  | 707  | 519  | 498  | 452  | 455  | 467  | 498  | 468  |

### Wappen

Wappen von Domezain-Berraute

Das Wappen wurde 2003 von der Gemeinde übernommen und lässt sich nach Guy Ascarat, Heraldiker und Historiker, folgendermaßen interpretieren.
Das Wappen ist das der Grundherren von Domezain, wobei der Falke zuweilen durch einen Adler ersetzt wird. Der rote Löwe ist das Zeichen von Macht und Herrschaft. Im alten Ägypten ist der Falke ein königliches Attribut, das eine ähnliche Symbolik besitzt wie die des Adlers. Adler und Löwe, oft gegenübergestellt, sind Embleme der Macht.

## Sehenswürdigkeiten

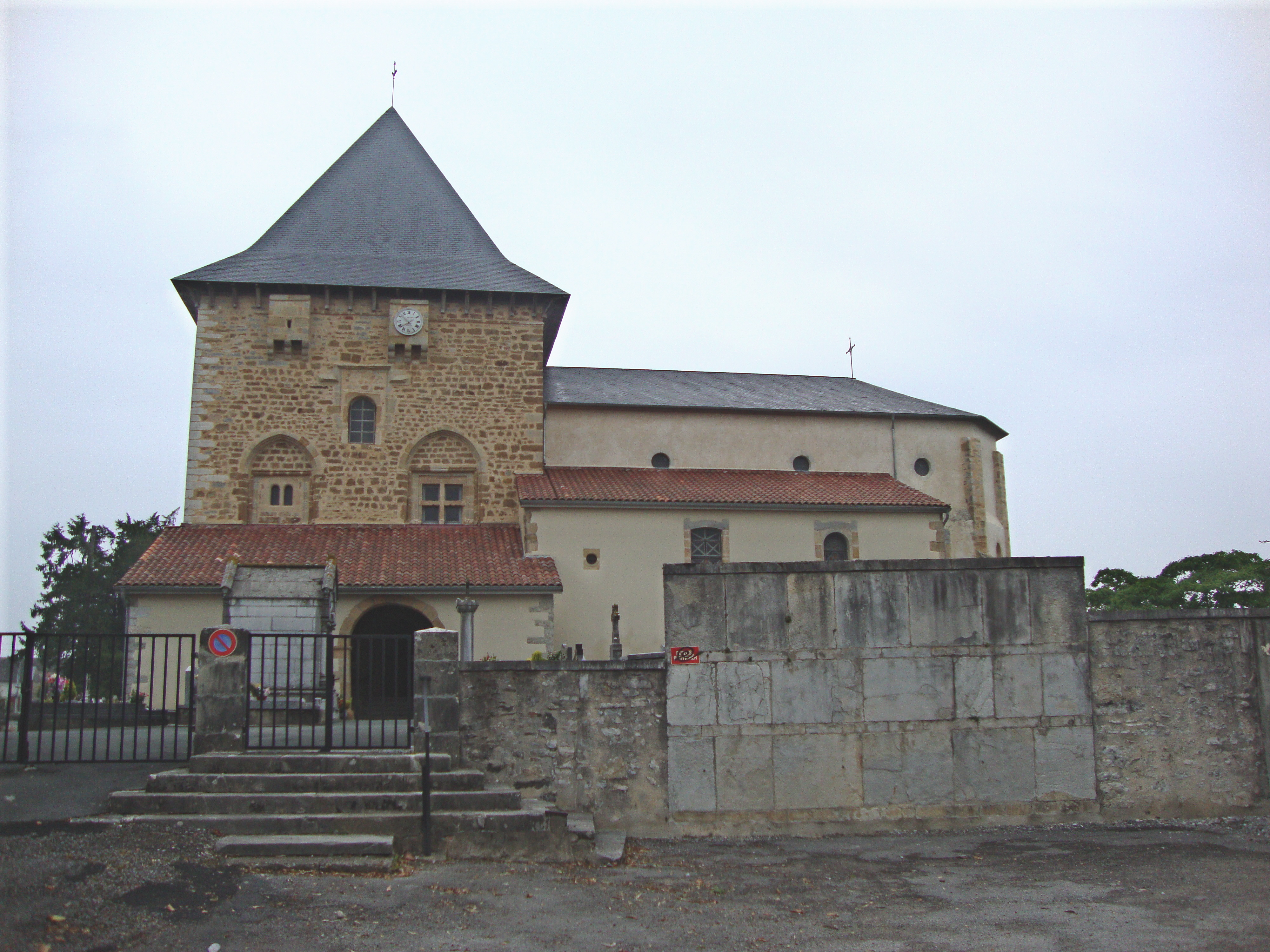
Ortskirche Saint-Jean-Baptiste von Domezain

### Ortskirche von Domezain
Sie ist Johannes dem Täufer gewidmet und wahrscheinlich im 17. Jahrhundert an der Stelle des Adelssitzes der Familie Domezain errichtet worden, die ihre adelige Stellung vermutlich während der Hugenottenkriege verloren, zur gleichen Zeit, als auch ihr Schloss zerstört wurde. Der wuchtige Turm des Schlosses ist als Glockenturm der Kirche umgebaut worden, das Eingangsportal und die Apsis könnten Überreste einer Kirche aus dem 16. Jahrhundert, eventuell der Schlosskapelle, oder aber ein Wiederaufbau der Spätgotik Anfang des 17. Jahrhunderts sein. Datumsinschriften „1607“ und „1647“ am Glockenturm weisen wahrscheinlich auf Restaurierungsarbeiten hin. Wie zahlreiche andere Kirchen wurde auch diese Kirche während der Französischen Revolution in einen „Tempel der Vernunft“ umgewandelt. Über Plünderungen in dieser Zeit ist nichts überliefert.
Der Aufsatz des Hauptaltars ist ein Werk des in der Region bekannten Künstlers Giraudy aus dem Jahr 1772. Er besteht aus drei Gemälden, die jeweils eine Szene aus dem Leben des Schutzpatrons Johannes zeigen. Die Kapitelle und Säulen sind mit Blumen und Girlanden verziert. Die meisten Statuen des Werks stellen Engel dar.
Der Altaraufsatz präsentiert sich in einer Vielfarbigkeit in Rot-, Blau- und Goldtönen, während das wertvollste Element, der Tabernakel, ganz in Gold gehalten ist. Oberhalb der Tür des Tabernakels befinden sich ein Medaillon und ein Kreuz mit Strahlenkranz. Auf dem Medaillon ist ein Wiesel zu erkennen, das auf einer Bibel ruht, ein Hinweis auf die Reinheit des Geistes.
Der Altaraufsatz in einer Seitenkapelle ist Maria, der Mutter Jesu gewidmet. Sein barocker Stil wird insbesondere durch die großen gewundenen Säulen, sogenannten Schlangensäulen, und Goldauflagen betont. In der Mitte stellt ein Gemälde die Erscheinung Marias beim heiligen Dominikus dar, ein häufiges Motiv mit dem Gründer des Dominikanerordens. Eine Darstellung des Heiligen Geistes umgeben von Weinranken und einer Vielzahl von Engeln und Cheruben nimmt die Spitze der Komposition ein.
Die Kirche besitzt mehrere Glasfenster aus dem 20. Jahrhundert, die einen neogotischen Einfluss erkennen lassen, mit Motiven von Heiligen, die an ihren Attributen zu erkennen sind. Eines zeigt Antonius von Padua, der das Jesuskind in seinen Armen trägt. Er trägt die Mönchskutte der Franziskaner und hält eine Schwertlilie, ein Symbol der Reinheit, in seiner rechten Hand. Ein weiteres Glasfenster stellt den Schutzpatron Johannes den Täufer dar. Der Verkündiger des Erlösers weist mit dem rechten Zeigefinger nach oben. Er hält ein großes Kreuz aus Bambus als Erinnerung an sein Wirken in der Wüste und trägt das Lamm Gottes. Ein drittes Fenster zeigt Johanna von Orléans mit einem Schwert am Gürtel, eine weiße Standarte schwenkend.

Glasfenster in der Kirche Saint-Jean-Baptiste in Domezain
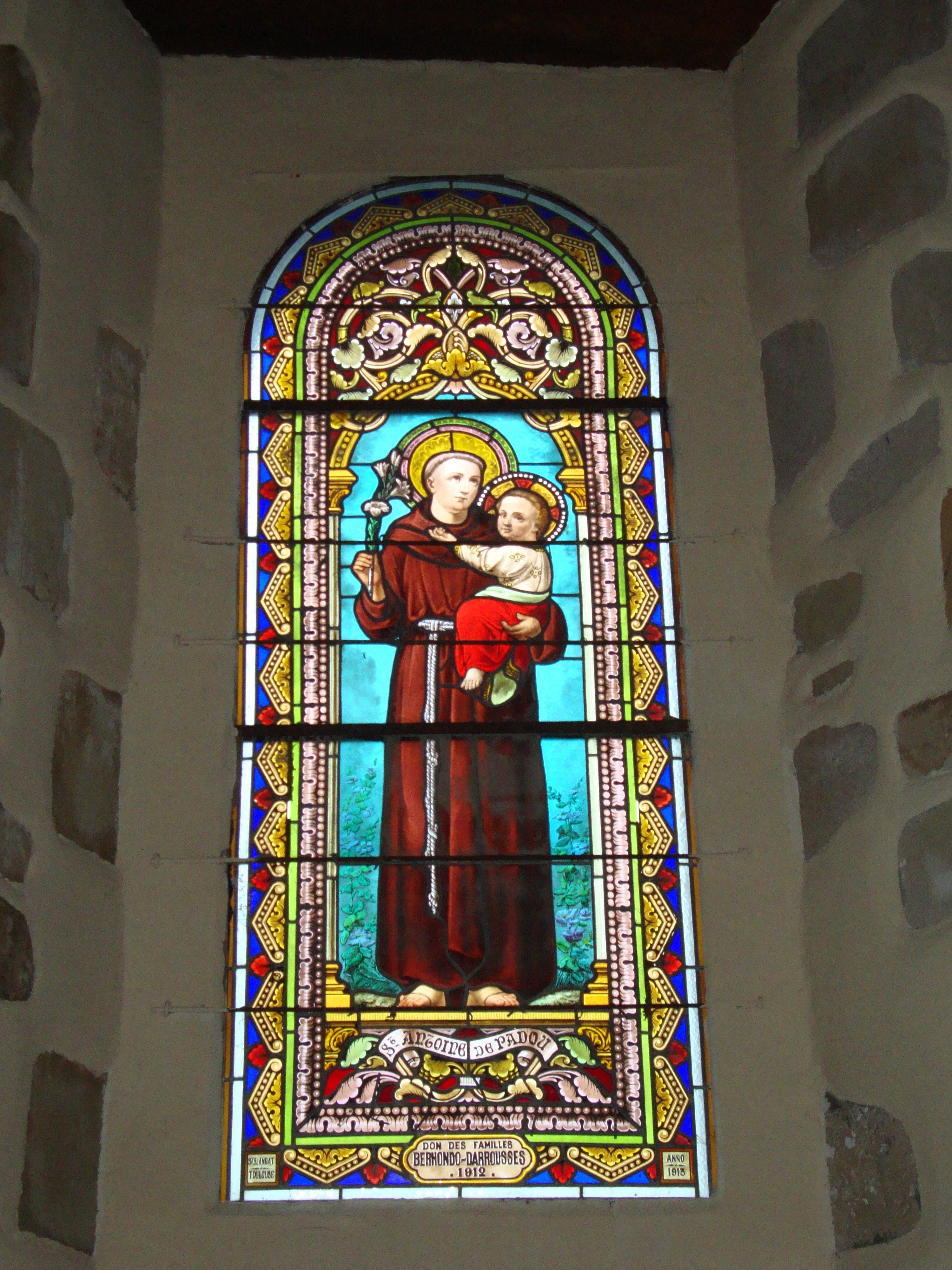
Antonius von Padua
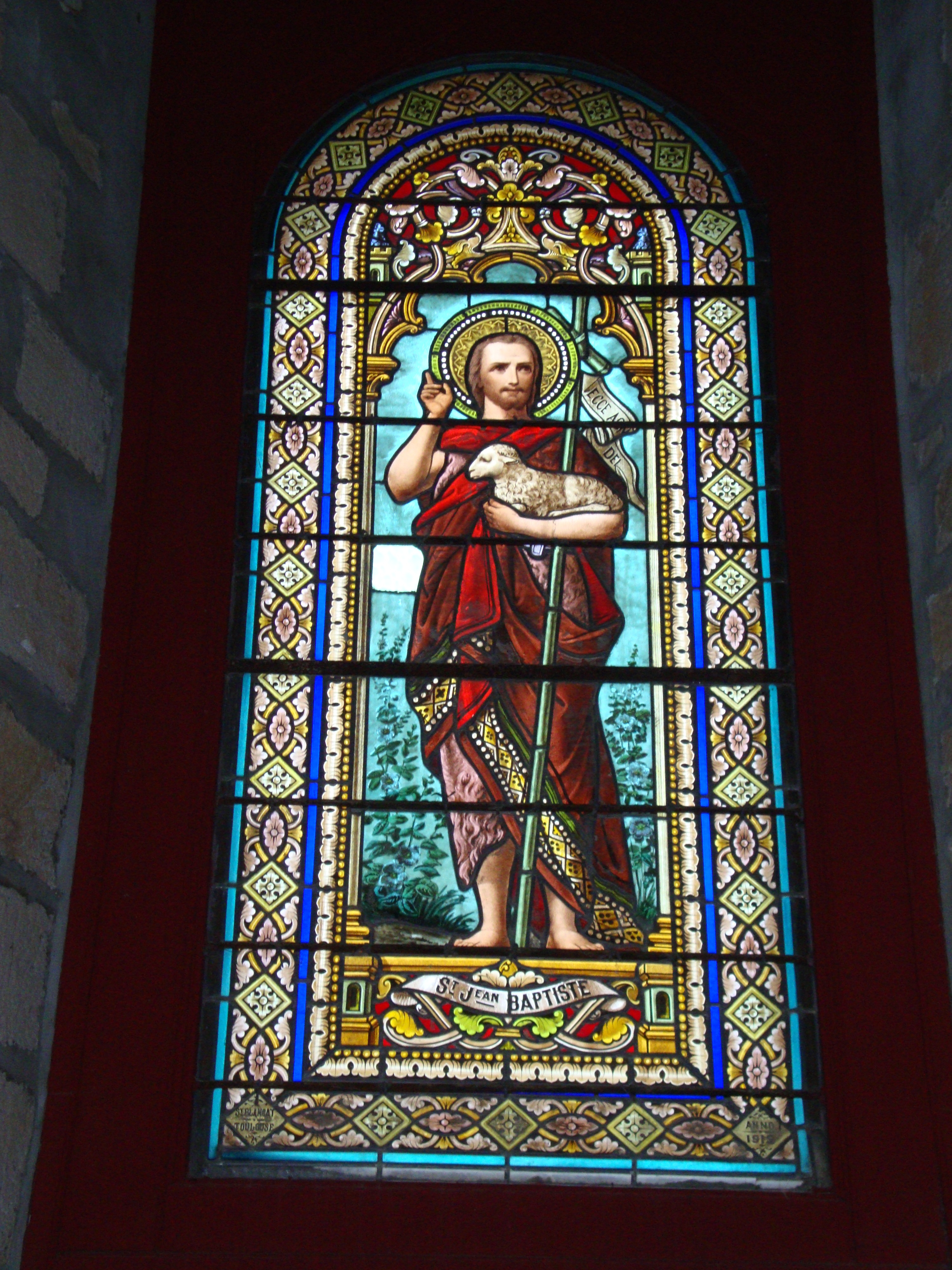
Johannes der Täufer
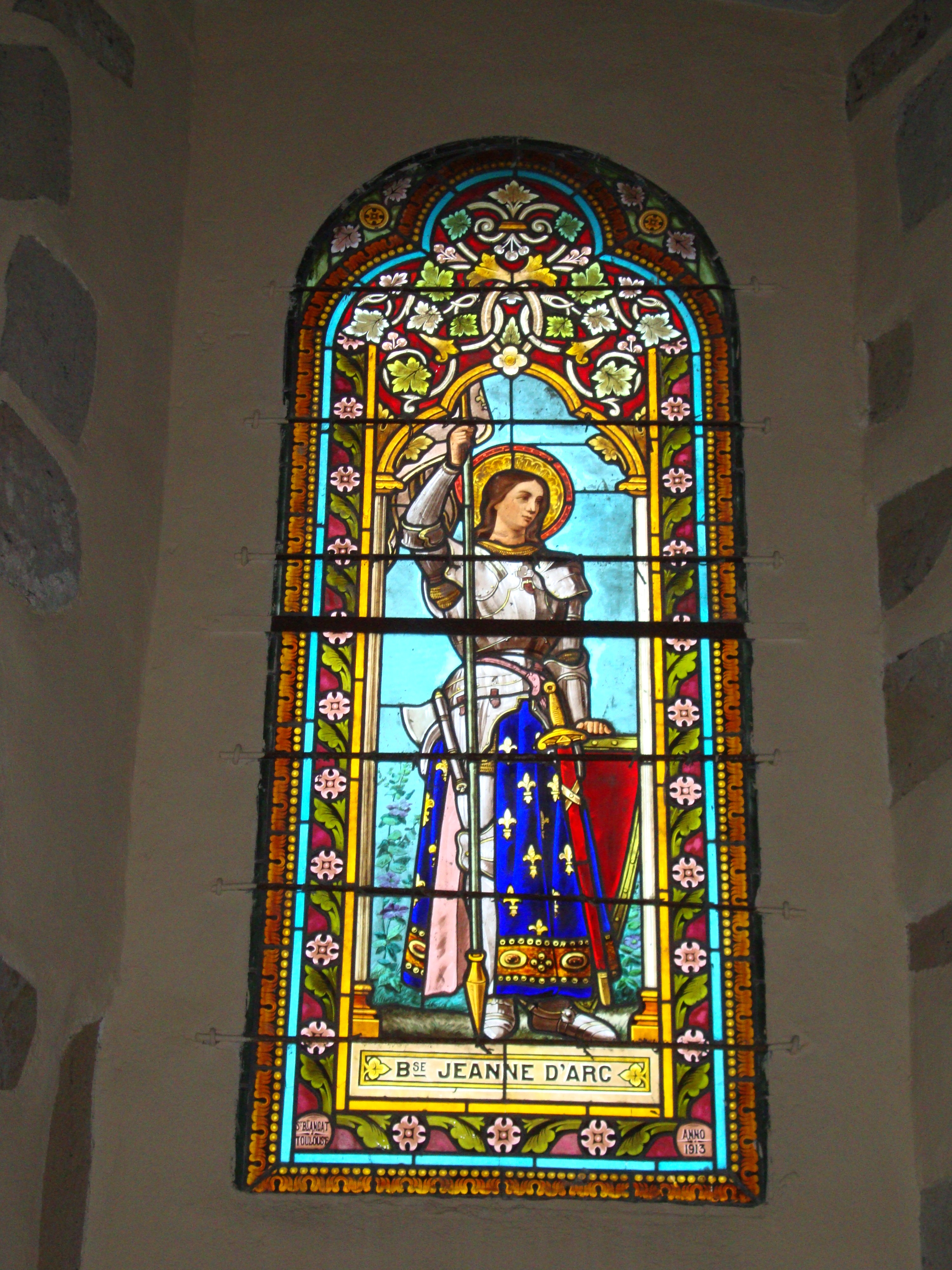
Johanna von Orléans

### Votivkapelle von Domezain-Berraute
Die Votivkapelle wurde am Ende des  19. oder Anfang des 20. Jahrhunderts erbaut, in einer Zeit der zunehmenden Marienverehrung in der Folge der Marienerscheinungen in Lourdes. Ihr kleines Dach ist in den im Baskenland traditionell verwendeten Ochsenblutfarben gehalten. Eine Nische birgt eine Marienstatue.

### Wassermühle von Potestat
Sie ist gegen 1772 errichtet worden, wie eine Inschrift über dem Eingang belegt. Das zugehörige Wohnhaus ist über dem Ruisseau de Lauhirasse gebaut. Die Mühle verfügt über zwei Mühlsteine, einen für das Zerkleinern von Mais, einen anderen für Weizen. Auf Anfrage ist die Mühle zu besichtigen.

## Wirtschaft und Infrastruktur

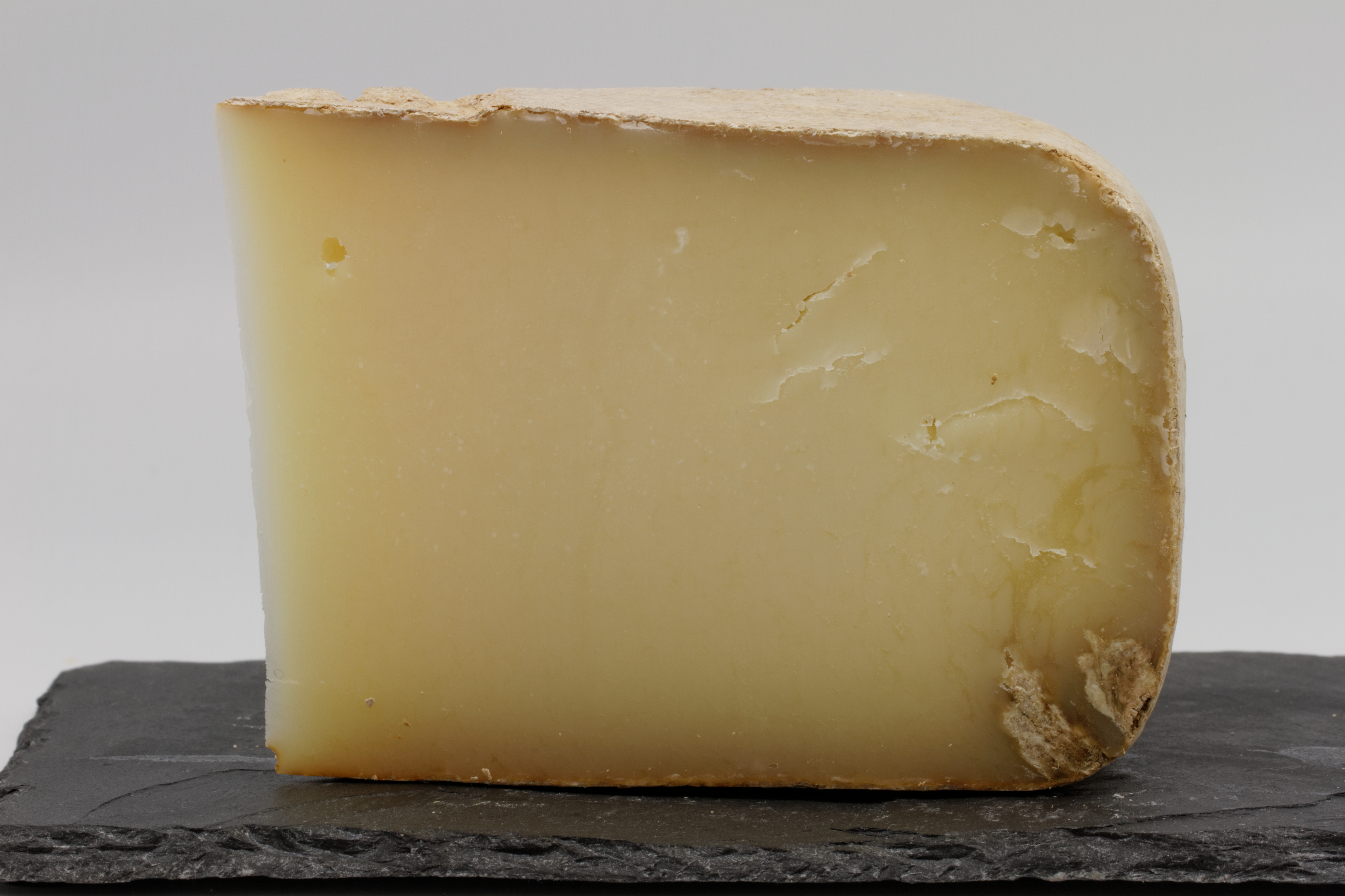
Ossau-Iraty

Die Landwirtschaft ist einer der wichtigsten Wirtschaftsfaktoren der Gemeinde. Domezain-Berraute liegt in den Zonen AOC des Ossau-Iraty, eines traditionell hergestellten Schnittkäses aus Schafmilch, sowie der Schweinerasse und des Schinkens „Kintoa“.

### Bildung
Die Gemeinde verfügt über eine öffentliche Grundschule mit 39 Kindern im Schuljahr 2016/2017.

### Verkehr
Die Gemeinde ist erreichbar über die Routes départementales 11 und 134 und ist über eine Linie des Busnetzes Transports 64 mit anderen Gemeinden des Départements verbunden.
Eine Buslinie des TER Aquitaine, einer Regionalbahn der staatlichen SNCF, verbindet die Gemeinde mit Dax, Saint-Palais und Mauléon.